# 桂山海上风电场
桂山海上风电场是中国广东省珠海市附近的一个198MW海上风力发电场。

## 施工
广东发展改革委批准该项目后不久，该设施的所有者南方海上风电联合开发公司于2016年9月开始进行桂山海上风电场的建设。 到2018年3月，风电场已经完成了75％，该设施已于2018年3月13日开始发电。
2024年，营运商于风电场二期范围内加建两台风力发电机。

## 设备
该风电场一期工程由37台风力发电机组成，每风力发电机的容量为3 MW。二期工程由15台风力发电机组成，每风力发电机的容量为5.5 MW。